# 원피스
원피스(영어: one piece dress 또는 dress, frock, gown, 문화어: 달린옷, 외동옷)는 윗옷과 아래옷(주로 원피스)이 이어진 한 벌짜리 옷을 가리킨다. 일본어권과 한국어권에서는 뜻이 변질돼 “상·하의가 한 벌로 이어진 옷"을 의미하는데, 영어로는 주로 dress(one piece)라고 한다.

## 형태
- 소매 길이에 따라 민소매, 반소매, 긴소매 등으로 나뉜다.
- 치마 부분의 길이에 따라서도 허벅지 위로 올라가는 미니 원피스부터 무릎 아래로 내려오는 롱 원피스까지 다양하게 나뉜다.
- 옷을 입을 수 있도록 트여 있는 위치가 어디인지에 따라 앞트임, 옆트임, 뒤트임 등으로 디자인되며, 트임이 없이 머리에서부터 뒤집어쓰거나 다리를 집어넣어 입는 형태로 나오는 것도 있다.
- 티셔츠의 밑단을 극단적으로 길게 만든 원피스도 있다.
- 소매가 없고 칼라가 없는 원피스도 있다.
- 블라우스 형태의 칼라를 단 원피스도 있다.

## 활용
아동복, 여성용 외출복이나 실내복, 임부복, 단체복이나 제복, 간호사 등의 근무복, 특별한 의식에 입는 예복, 다른 옷 위에 덧입는 작업복 등 용도는 다양하다. 일상복으로 입는 경우 봄, 여름, 가을 동안에는 원피스 하나만으로 외출복이 되지만, 겨울에는 그 위에 외투를 걸쳐 입는 경우가 더 많다.

## 변천사
대한민국
서구식 의복이 보편화되면서 한국인이 일상 생활에서 잘 입지 않게 되었던 전통 한복을 개량하여 위아래가 달린 원피스 형태로 만든 제품이 나오기도 했다. 이렇게 한복을 원피스 형태로 바꾸어 세계에 널리 알린 디자이너로는 이영희가 있다.
일본
일본 전통 의상인 기모노(일본어: 着物, きもの)는 기본적으로 아래위가 나뉘지 않은 한 벌짜리 옷이다. 최근에는 기모노 원피스라는 이름으로 간편화된 의상이 나오고 있으며, 일본 젊은 층을 중심으로 유행하는 로리타 패션 아이템이 주로 원피스 형태를 띠고 있다.

## 같이 보기
- 치마
- 드레스
- 레오타드
- 원피스